# Західний Панама
Грама Ніладхарі Західний Панама (№ PP/3) — Грама Ніладхарі підрозділу ОС Лахугала, округ Ампара, Східна провінція, Шрі-Ланка.

## Демографія
| Населення (2007) | Населення (2007) | Населення (2007) | Населення (2007) | Населення (2007) |
| Населення        | Чоловіки         | Жінки            | Діти             | Дорослі          |
| ---------------- | ---------------- | ---------------- | ---------------- | ---------------- |
| 736              | 360              | 376              | 255              | 481              |